# Trieste Film Festival
Il Trieste Film Festival è un festival dedicato alle cinematografie dell'Europa Centro Orientale e si tiene a Trieste dal 1989.
Organizzato dall'Associazione Alpe Adria Cinema, il festival è la principale manifestazione italiana espressamente dedicata al cinema mitteleuropeo ed est europeo. Premia i migliori lungometraggi, documentari e cortometraggi scelti dal pubblico.